# جينيفر روبين
جينيفر كولين روبين (ولدت في 3 أبريل 1962) ممثلة وعارضة أزياء أمريكية سابقة، ظهرت في كل من الأعمال السينمائية والتلفزيونية، حصلت على جائزة فورد موديل العام في عام 1984.

## روابط خارجية
- جينيفر روبين على موقع IMDb (الإنجليزية)
- جينيفر روبين على موقع ألو سيني (الفرنسية)
- جينيفر روبين على موقع أول موفي (الإنجليزية)
- جينيفر روبين على موقع قاعدة بيانات الأفلام السويدية (السويدية)
- جينيفر روبين على موقع إن إن دي بي (الإنجليزية)
- جينيفر روبين على موقع قاعدة بيانات الفيلم (الإنجليزية)
- جينيفر روبين على موقع كينوبويسك (الروسية)